# ウィリアム・ジョンソン (初代準男爵)
初代準男爵サー・ウィリアム・ジョンソン（Sir William Johnson, 1st Baronet、1715年頃 - 1774年）は、アイルランド系のイギリスの行政官であり軍人である。青年時代にニューヨーク植民地に移住し、おじであるサー・ピーター・ウォーレンが購入した土地の管理業務を行った。この土地は、イロコイ連邦の一部族であるモホーク族の居住地の中心部にあった。ジョンソンはモホーク語とイロコイ連邦の習慣を学び、イロコイ連邦の代理人に就任した。この成功により、ジョンソンは、1756年に、イギリス領アメリカ北部のインディアン関連局の長官となった。イロコイ連邦におけるイギリス人代理人としての経歴を通じて、ジョンソンは私的な土地経営と公務とを組み合わせ、イロコイ連邦の数万エーカー（100平方キロ以上）にも及ぶ土地を手に入れたのである。
七年戦争の北アメリカ版であるフレンチ・インディアン戦争の間、ジョンソンはイロコイ連邦兵と植民地民兵の指揮官を務めた。ジョージ湖の戦いでイギリスに勝利をもたらし、これによって準男爵を叙された。1759年のナイアガラ砦の包囲戦でさらに知名度がまし、インディアンたちの長官として、1756年から死去するまでの20年近くを務め上げ、アメリカインディアンを、イギリスの利益に従属させたのである。

## アメリカへの渡航
ウィリアム・ジョンソンは、アイルランド王国のミーズ県に1715年頃生まれた。スミスタウンに住むクリストファー・ジョンソンとアン・ウォーレンの長男だった。母のアンの両親は、ウォーレンズタウンのマイケル・ウォーレンとキャサリン・アイルマーで、キャサリンの兄弟に初代男爵マシュー・アイルマー提督がいる。キャサリンは、何代もの伝統がある、カトリックのジェントリの家柄であったが、プロテスタントのイギリス系入植者のために、その地位の多くを失っていた。クリストファーはアルマー郡に代々栄えたオニール家の末裔だった。ウィリアム・ジョンソンの父方の祖父は、元々はウィリアム・マクシェインと名乗っていたが、苗字をジョンソンと変えた。ジョンソンは、アイルランド語のマクシェイン（シェインの息子）の英語訳である。かつての伝記作家たちは、ジョンソンをアイルランドの貧しい家庭の出だとしていたが、現代の考察では、家族はつつましくはあったがゆとりのある暮らしをしていたことを明らかにしている。ジョンソン家はジャコバイトであったが、サー・ピーター・ウォーレンはイギリス海軍での軍歴を積むためにプロテスタントとして育てられたため、非常に成功し、裕福になった。

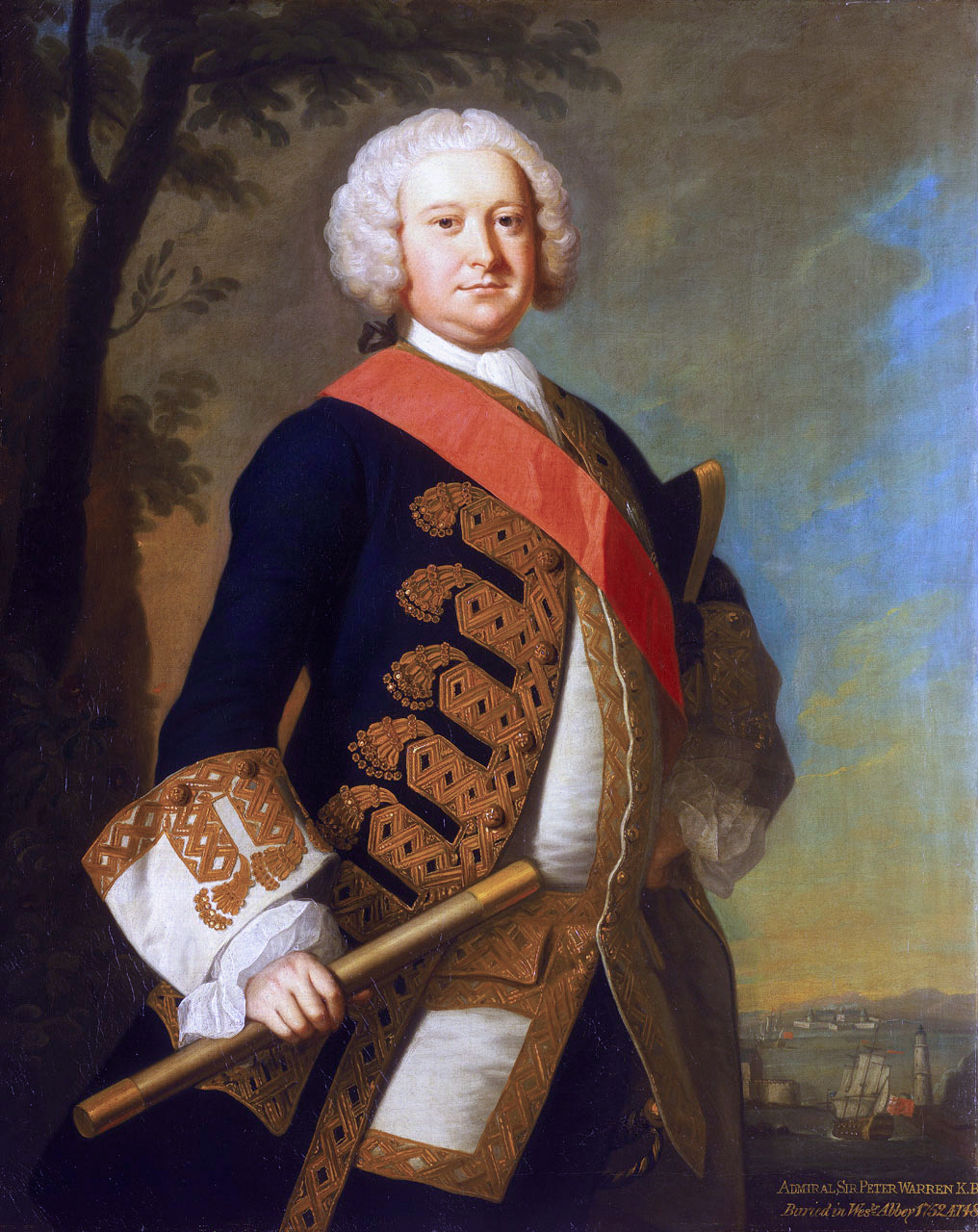
ピーター・ウォーレン提督
（1751年頃）

カトリック信者であったことから、ジョンソンのイギリスでの昇進の機会は限られていた。特に信心深くなかったジョンソンは、アメリカでおじと仕事をする機会を与えられた時、プロテスタントに改宗（宗旨替え）。おじのウォーレンは、ニューヨーク植民地のモホーク川沿いの未開地に、かなりの広さの土地を購入していた。ウォーレンはジョンソンを、その地に入植地を作るため力を尽くすよう説得した。この地はウォーレンズバーグとして知られており、ジョンソンがその土地の大部分を非公式に相続したといわれている。ジョンソンは、12組のプロテスタントのアイルランド人家族と共に、1738年頃アメリカに到着し、土地を開拓し始めた。この時、開拓のためにアフリカ人奴隷を買い入れた。ジョンソンがアメリカに着いて、最初に購入したであろうものの一部だった。

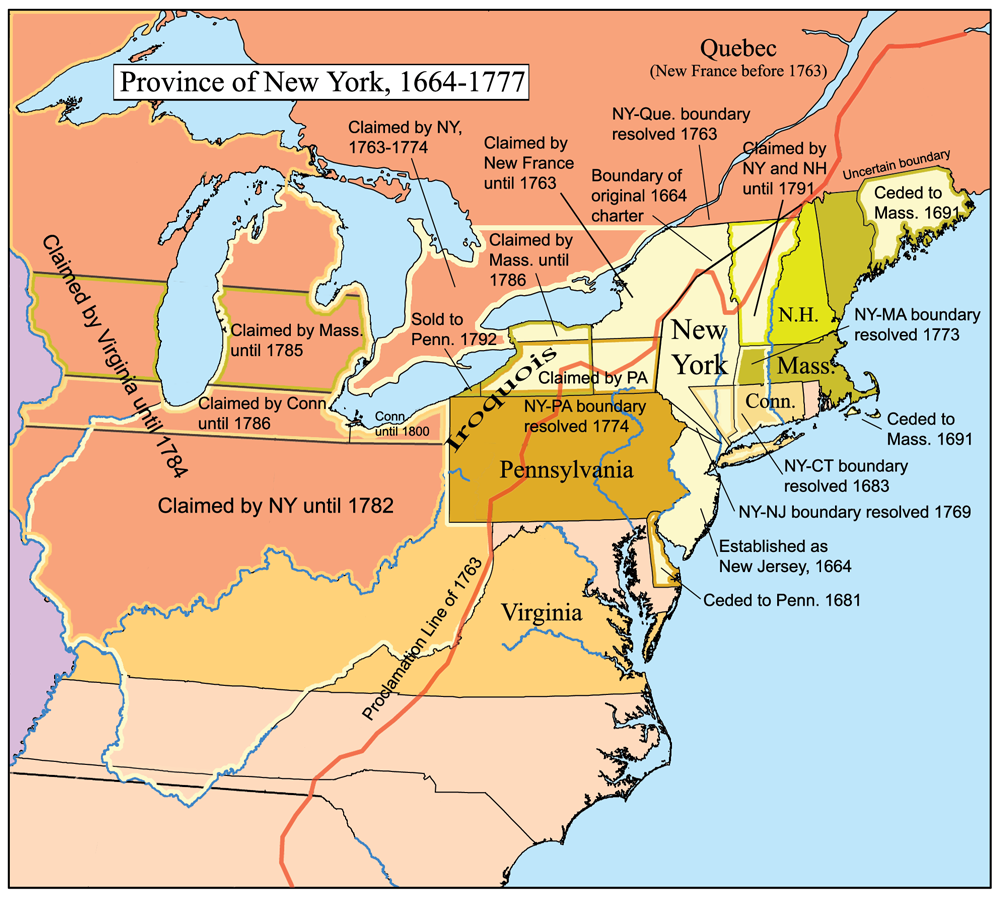
アメリカ独立前のニューヨーク植民地（中央右寄りの白い部分）

ウォーレンは、インディアンとの交易に打ち込むように主張した。ジョンソンは間もなく、ウォーレンズバーグから流れ出る川とは逆方向の北に、交易路が伸びているのに気付いた。1739年、ジョンソンは自ら進んで家と小さな農場を川の北に購入し、そこに倉庫と製材所を建てた。ジョンソンが「ジョンソン山」と呼んだこの場所から、オールバニのインディアンたちの交易に仲間入りするのは可能だった。ジョンソンは、オスウィーゴ砦に行く交易者たちに物資を渡し、川を下って戻ってきた彼らから毛皮を買って、オールバニの仲買人と交渉する手間を省き、ニューヨークの毛皮商人とじかに取引をした。オールバニの仲買人はこれにひどく怒った。またウォーレンも、甥が自分で毛皮を売りさばくことを喜ばなかった。
ジョンソンは、イロコイ連邦諸族で最も東に住むモホーク族との緊密度を深めた。ジョンソンがアメリカ植民地に着いた頃には、モホーク族の人口は580人にまで減少していた。これは、ヨーロッパから持ち込まれた伝染病と、毛皮交易に関連した民族間での抗争によるものだった。モホーク族は、ジョンソンが自分たちの利益をイギリス帝国に向けて代弁してくれるとみなした。1742年頃、彼らはジョンソンを名誉族長としてワラギヤギーという名を与えた。これをジョンソンは「偉大な仕事を引き受ける人物」と訳している。

## ジョージ王戦争

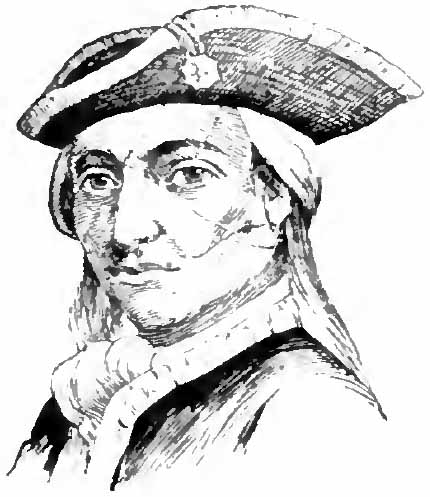
ヘンドリック・テヤノギン

1744年、オーストリア継承戦争が北アメリカの植民地にも広がった。これがジョージ王戦争である。ジョンソンはモホーク族と親しかったため、1746年にイロコイ連邦の代理人として、オルバニー地域に住むインディアンたちの弁務官の代わりを務めた。そして新たに「イロコイ連邦戦隊大佐」が、フランスとの対戦のために、入植者を徴募して訓練するために設置され、通告された。イロコイ連邦諸族を徴兵することは難しかった。1701年のいわゆるビーバー戦争の和解以来、イロコイ連邦は植民地の英仏の抗争に対して中立の立場を取り続けてきたからである。ジョンソンはモホーク族族長のヘンドリック・テヤノギンと共に行動をしており、イギリス側にモホーク族を引き込むのは可能だった。ジョンソンは小規模の襲撃隊を編成し、フランス人入植者と、フランスと同盟関係にあるインディアンとを襲わせた。またジョンソンは、1747年のニューヨークの頭皮条例に伴って、相手が、老若男女を問わないすべての非戦闘員であることを知りながら、相手の頭皮を剥ぐことに対して多額の賞金を払った。1748年の6月、ジョンソンは「ニューヨーク徴募隊大佐」に任命された。これはオールバニの植民地民兵に対して責任を負う新たな職であった。1748年の7月に、ジョージ王戦争の和平交渉の知らせが届いた。モホーク族はこの戦争でかなりの死傷者を出し、これによりジョンソンのモホーク族の間での名声は、しばらくの間影を潜めた。
1748年、ジョンソンは、ジョンソン山の上流に新しく石造りの家を建てた。これはジョンソン砦として知られるようになり、次の戦争が近づくと、この家には厳重に防御が施された。1755年、ジョンソンは、イギリスと、オールバニのモホーク族との外交会議の場を、最初に購入した家からジョンソン砦に移した。また、スケネクタディとオールバニにも家を買い、所用でニューヨークへ行く際、途中で泊まれるようにした。
ジョージ王戦争の後、ジョンソンはニューヨークの派閥争いに巻き込まれた。このうちの一つは、総督ジョージ・クリントンを領袖とする閥で、クリントンは、ジョンソンをニューヨークのインディアンの代理人に就任させた人物であり、1750年には、総督の評議会議員にも指名していた。またクリントンは、ニューヨーク植民地議会に、ジョンソンの戦時出費の未決済分約2000ポンドを払い戻すように促していた。しかし、対抗勢力である副総督のジェームズ・ド・ランシーにより、この支払は封じられた。このド・ランシーは、代理人としてのジョンソンの前任者である、オールバニのインディアンの弁務官とつながりがあった。また、ピーター・ウォーレンの義理の兄弟でもあり、そのためジョンソンとウォーレンの間に確執が生まれた。
憤慨したジョンソンは、1751年に代理人を辞任した。1752年7月にはウォーレンが亡くなった。ウォーレンの遺言状には、ジョンソンに遺すものは記載されていなかった。また、ウォーレンはかなり裕福であったが、遺言状には、ウォーレンの土地に入植地を作る際、生じた負債を返すようにとあった。

## フレンチ・インディアン戦争

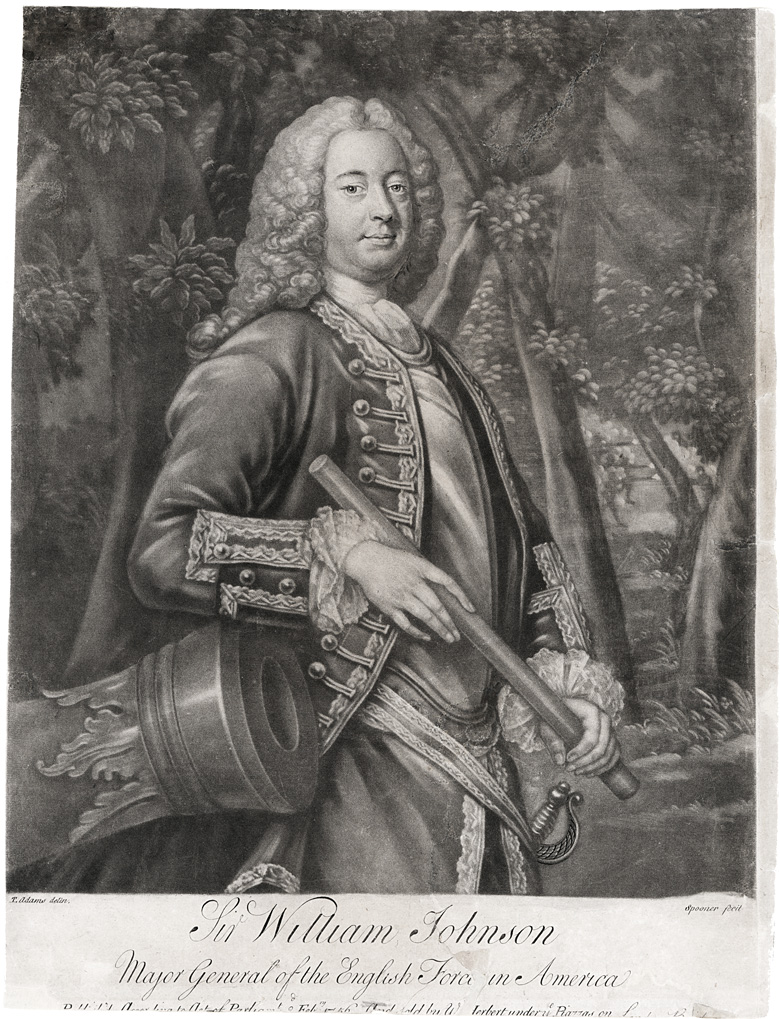
1756年にロンドンで作成された、ジョンソンのメゾチント版画

1753年6月、ヘンドリック・テヤノギンとモホーク族の代表団がニューヨークへ向かった。この時彼らは総督クリントンに、コヴェナント・チェーン、イギリスとイロコイ連邦の外交的関係は崩壊したと声明を出した。イギリス政府はクリントンに、この状況を打開するべく、会議を召集するように命じた.。この会議でモホーク族は、ジョンソンが代理人に復帰する場合に限ってのみ、同盟は元に戻すと強く主張した。
翌1754年、ジョンソンは代理人として復帰した、ちょうどフレンチ・インディアン戦争が拡大しつつあるころだった。1755年、エドワード・ブラドック少将が、イギリス軍の戦争遂行を指揮するため北アメリカに派遣され、ジョンソンを、イロコイ連邦に対しての自分の代理人とした。ジョンソンの軍事経験はさほどではなかったが、少将に任命され、クラウンポイントの、フランスの砦であるサンフレデリック砦まで遠征軍を率いるように指示された。ジョンソンの部隊は植民地が召集した民兵隊で、イギリスの正規兵はいなかった。つまり、ジョンソンは、行軍中に6つの異なる植民地の兵を率いなければならなかったということである。
ジョンソンは当初、5000人の部隊を率いていたが、マサチューセッツ総督である将軍ウィリアム・シャーリーが、同じ時期に遠征軍をナイアガラ砦まで行軍させており、ジョンソンの兵と物資の一部がシャーリーの軍に回された。ジョンソンとシャーリーが、インディアン兵を募集するために互いに妨害しあったため、緊張が高まった。予想外の指揮系統で、2人のいさかいは面倒なことになった。ブラドックの次席指揮官であるシャーリーは、ジョンソンの上官であったが、ことインディアンのことに関しては、理論上はジョンソンが責任者だった。やがてシャーリーは、自分の遠征が失敗したのは、ジョンソンが、十分なインディアンの支援を拒否したためであると非難しようとした。しかしジョンソンの伝記作者であるミルトン・ハミルトンはこう述べている。通常歴史家は、ジョンソンを、シャーリーとの議論でわけのわからない行動を取ったとするが、そうではなく、シャーリーのインディアンとの付き合い方がまずかったため、イギリスとイロコイ連邦の関係を悪化させたことにジョンソンが反論したのである。

### クラウンポイントへの遠征

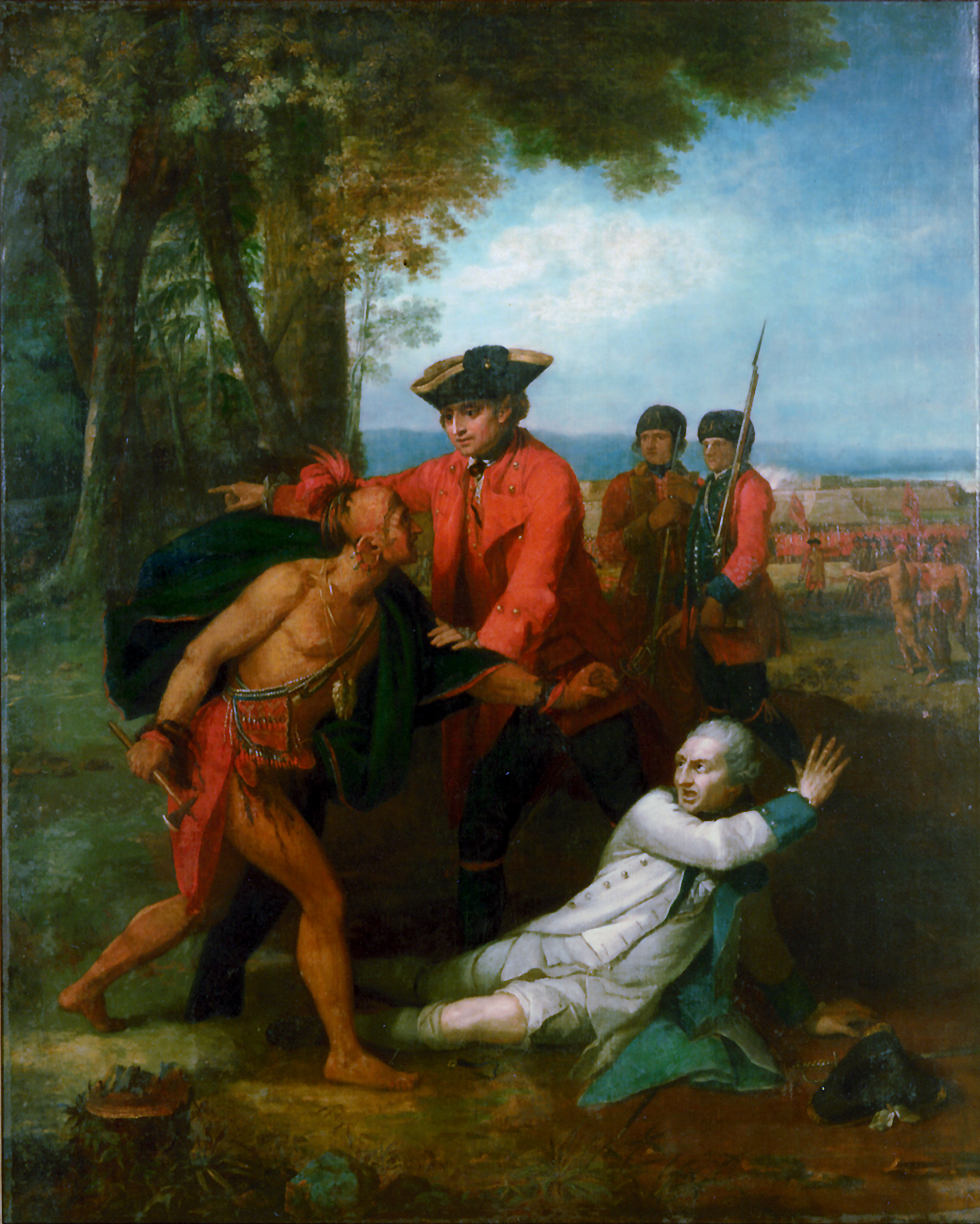
負傷したフランス軍将校を北米インディアンのトマホークから救うジョンソン将軍
ベンジャミン・ウエスト作

1755年8月、ジョンソンはフランス領を北に行軍し、サン＝サクラマン湖を国王ジョージ2世をたたえてジョージ湖と改名した。同年9月8日、ジョンソン軍はジョージ湖の戦いで一歩も退かなかった。ジョンソンはこの時銃弾を腰または腿に受け、その弾は終生取り出されることはなかった。モホーク族の同盟者であるテヤノギンはこの時戦死し、フランス軍指揮官のディスカウ男爵ジャン・エルドマンは捕虜となった。この時負傷していたディスカウを、モホーク兵が殺そうとしているのをジョンソンは止めた。この、敵に情をかけた救出の様子を描いた絵は有名になった。
この戦いによりクラウンポイントへの遠征に終止符が打たれ、ジョンソンはイギリスの防御を強化するべく、ジョージ湖畔にウィリアム・ヘンリー砦を建てた。12月、軍の生活にうんざりしたジョンソンは、少将を辞任した、ブラドックの戦死の後、最高指揮官となっていたシャーリーは、インディアンの代理人としてのジョンソンの職に変更を加え、ジョンソンを自分の配下に組み入れようとした。しかしシャーリーはその後すぐに、総督としても最高指揮官としても地位を追われ、ジョンソンにつきが回ってきた。
ジョージ湖の戦いは、決定的な勝利とはとても呼べなかった。イギリス軍は、戦況が大きく停滞したこの年に、軍事的英雄を必要としており、そして、ジョンソンこそがその英雄であった。ジョンソンが戦闘後まもなくして受けた傷のため、勝利の場に居合わせられなかったという主張も、彼を英雄と認めるうえでの支障にはならなかった。この勝利への褒賞として、イギリス議会はジョンソンに5000ポンドを授与し、国王ジョージ2世は、彼を準男爵に叙した。歴史家のジュリアン・グウィンは「このような取るに足らぬ戦いで、このように寛大な褒賞はかつてなかった」と書いている。

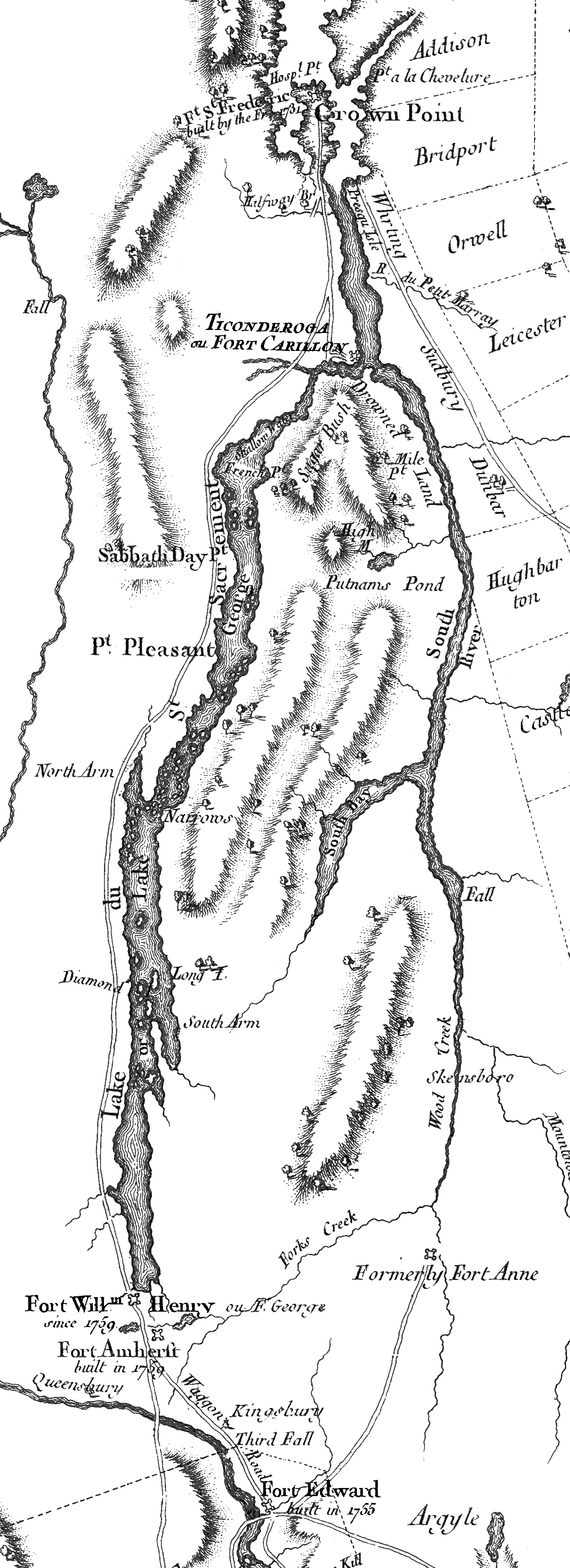
1777年のジョージ湖周辺の地図。左下、ジョージ湖南にウィリアム・ヘンリー砦、そのやや右下、地図全体の中央部の下にエドワード砦。

1756年1月、イギリス政府はジョンソンを、アメリカ北部のインディアン局の長官とした、この地位により、ジョンソンは大きな影響力と権力を与えられた。ロンドンの本国政府にじかに報告ができたうえに、植民地政府の干渉を受けることもなかったからである。イロコイ連邦、特にモホーク族については、ジョンソンは誰よりも知識があり、そして誰よりも関係が深かった。長官として、ジョンソンはイギリス外交の焦点にイロコイ連邦をすえ、啓発をし、彼らの力を過大視することさえした。また、彼らとの外交を仕切るための長期の工程にとりかかり、イロコイ連邦と、その中心にいるジョンソン自身を一新させるに等しい計画を立てていた。

### ナイアガラ砦の戦い
ジョンソンはもはやイギリス軍の将軍ではなかったが、イロコイ連邦の兵と辺境地帯の民兵の指揮は続けていた。1757年8月、フランスがウィリアム・ヘンリー砦の戦いを始めた後、ジョンソンは180人のインディアン兵と1500人の民兵を連れてエドワード砦に到着した。フランス軍の人数を過大に見積もっていた、イギリス軍将軍のダニエル・ウェッブは、エドワード砦からウィリアム・ヘンリー砦に救援軍を送らないことを決めたが、ウィリアム・ヘンリー砦では、多くの味方を忌まわしい惨殺で失ったイギリス兵が降伏していたのだった。ジョンソンはウェッブが救援を送らなかったことに激怒し、その嫌悪感を表すためにウェッブの目の前で裸になったなどという噂も流布した。

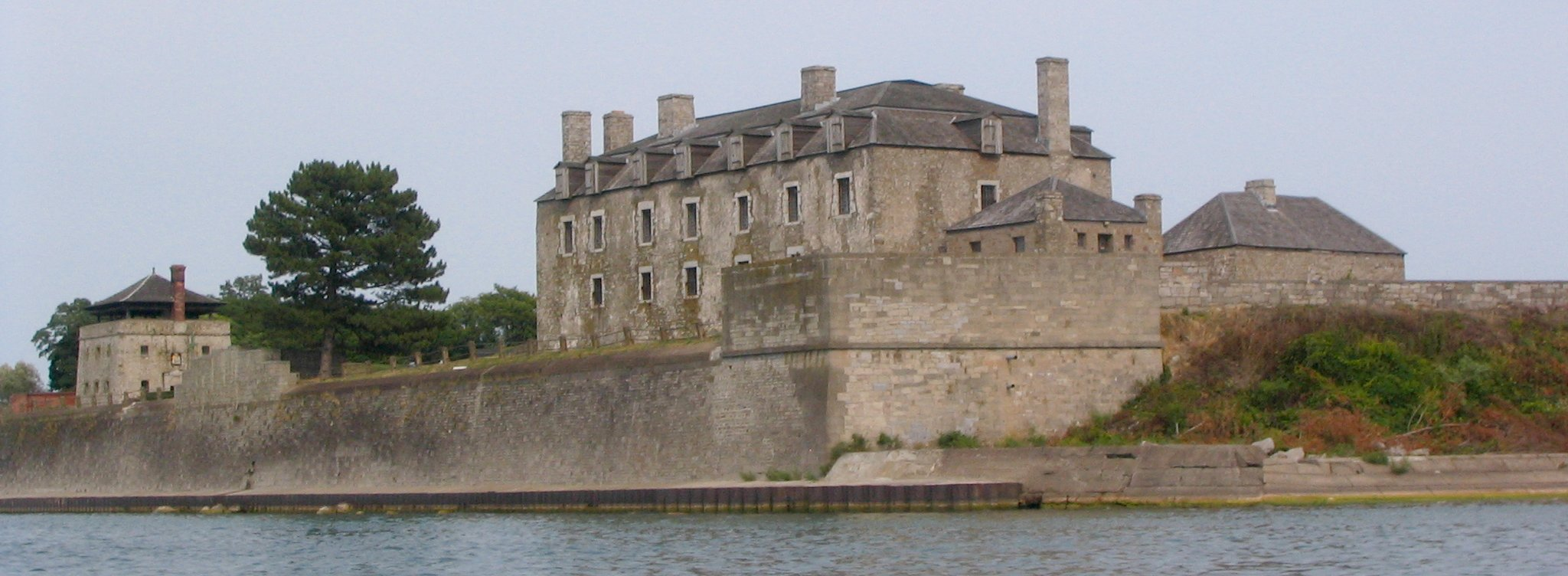
ナイアガラ砦

イギリスにとって戦況が悪化していくにつれて、ジョンソンは、イロコイ連邦の支援を得るのは困難であると気づいた。インディアンたちは負ける戦いに参加しようとはしなかった。1758年7月、ジョンソンは何とかして450人の兵士を集め、イギリス軍の新しい指揮官であるジェームズ・アバークロンビーの大規模遠征に参加させた。この作戦は、カリヨンの戦いでアバークロンビーがフランス相手に惨憺たる負け方をしたことで、不名誉なものに終わった。ジョンソンとインディアンの予備軍もこの戦いには貢献できなかった。イギリス軍がフランスの陣地に、なんら得るもののない正面攻撃を仕掛けたからだった。
しかし、ルイブールの攻略、フロンテナック砦の戦い、デュケーヌ砦の戦いと、戦況はイギリスに味方するようになった。ジョンソンはより多くのイロコイ兵を確保できるようになり、1759年の夏、ジョンソンは1000人近いイロコイ兵を率いて（事実上のイロコイ連邦軍であった）、ジョン・プリドー将軍の遠征軍に参加し、ナイアガラ砦を攻略した。この時プリドーが戦死し、正規軍の将校である初代クラリナ男爵エア・マッセイとジョンソンが指揮を執った。
ラ・ベル＝ファミーユの戦いで、フランスの救援軍を待ち伏せして完勝した後、ジョンソンは砦を攻略した。この時の待ち伏せはジョンソンが指揮した、あるいは少なくとも計画していたとされている。しかし、歴史家のフランシス・ジェニングスは、ジョンソンはラ・ベル＝ファミーユの戦いには参戦しておらず、公式文書で自分のやったことを誇張していると主張している。ナイアガラでの戦いは、フランス軍を五大湖地域からかなり押し戻した。一部の正規兵からは、ジョンソンの軍事的才能や、勝利におけるイロコイ連邦兵の価値に疑問を呈されたものの、ジョンソンは再び英雄となり、かつてイギリスの旗の下に集まった中では、最も多くのインディアン部隊を指揮した。

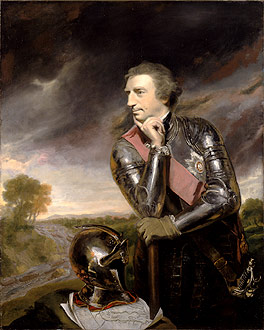
ジェフリー・アマースト

ジョンソンは、フレンチ・インディアン戦争最後の作戦、1760年のモントリオールの攻略で、将軍ジェフリー・アマーストと合流した。ヌーベルフランスがイギリスの手に落ち、ジョンソンと副官のジョージ・クローハンは、フランスの同盟軍であったインディアン同盟との交渉に多くの時間を割いた。1761年、ジョンソンはデトロイトまでの1000マイル（1600キロ）を往復して、この地域のインディアンとの会議を開いた。当分の間、西部におけるイギリス軍への公然とした反乱に先手を打つために、インディアンたちを取り締まるのが目的だった。ノルマンド・マクリオドがこの会議でジョンソンに出会い、共にニューヨークに戻った。マクリオドは後に、オンタリオ湖畔のオスウィーゴ砦の指揮官となった。

## 土地経営とジョンソン・ホール

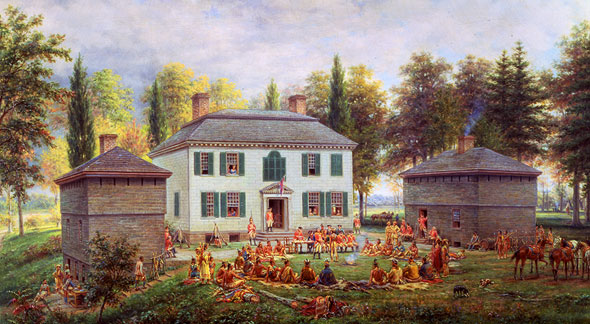
ジョンソン・ホール、ここでイロコイ連邦諸族との会合が開かれた。E.L.ヘンリー作

フレンチ・インディアン戦争の後、ジョンソンは自分が所有する土地の拡張と、地価を上げることを強く望んでいた。1760年12月、カナジョーハリのモホーク族が、モホーク川北の、約8万エーカー（320平方キロ）の土地をジョンソンに寄贈した。この土地の贈与は、のちに物議をかもした。他の土地の投資家が、すでに売りに出されていたモホークの土地を得るための免許を取得していたのに、ジョンソンは持っていなかったからだった。1769年、策略と裏工作の末、ジョンソンはついにこの土地に国王からの承認を得た。ここは、ジョンソンが、国王認可のインディアン代理人の立場を利用して、モホーク族やイロコイ連邦から手に入れた広大な面積の土地の一部であったが、ジョンソンは、亡くなるころには17万エーカー（690平方キロ）もの土地を手に入れていた。ジョンソンは北アメリカでは、2番目の土地長者であり、彼に所有面積で上回るのは、ペンシルベニアを整備したペン一族だけだった。
彼が行ったことすべてのは、インディアンの土地において他の数十の投資家が行ったこととなんら変わりはない。ただ、彼は自らの仕事と、インディアンたちとの親交を通じて得た大きな利益にのみよって他と区別される。彼はまさに、インディアンからの主な搾取者の一人ではあった…—
1762年、ジョンソンは自らの土地にジョンズタウンを建てた、ここはスケネクタディから25マイル（40キロ）西、モホーク川の北にあった。ジョンソンは、この新しい入植地を、自分の息子の名のジョンにちなんで、ジョンズタウン（John's Town）と最初は呼んでいた。ジョンソンはそこに王室からの下賜金で、白人とモホーク族双方の子供のために、公立の学校を建てた。

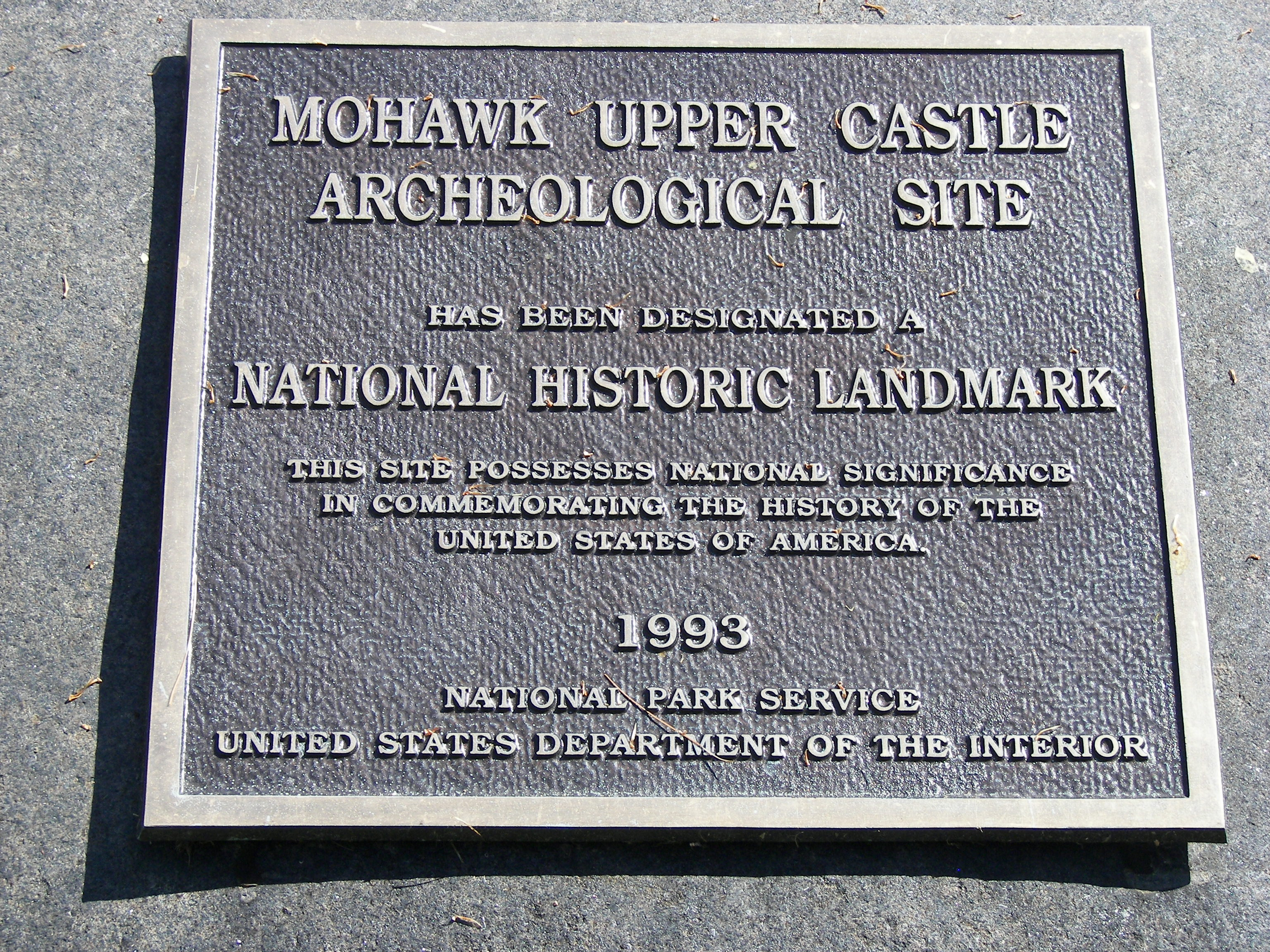
インディアン・キャッスル・チャーチの銘版

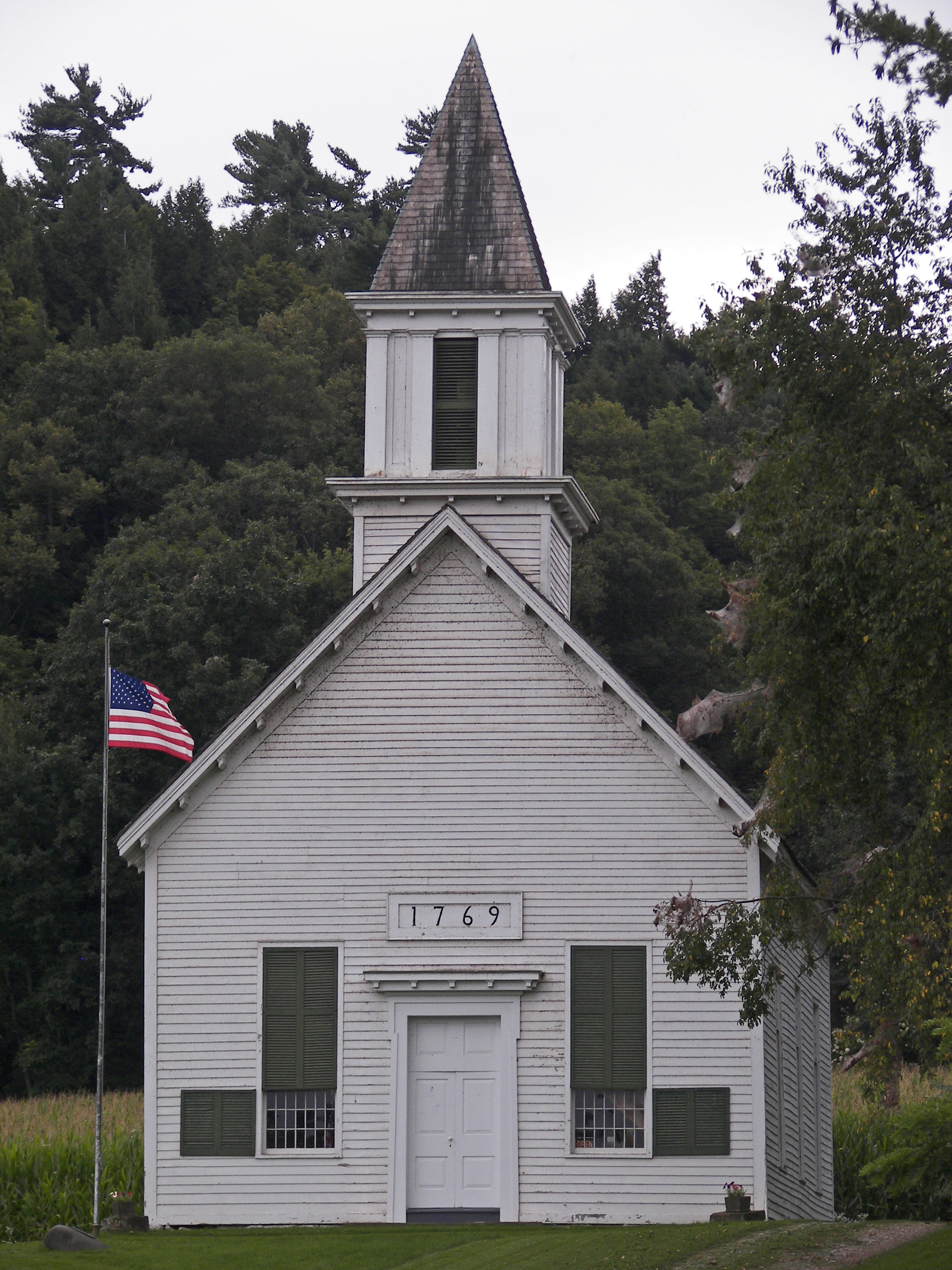
インディアン・キャッスル・チャーチ

1763年、この町の外に、ジョンソンはジョンソン・ホールを建て、その後の人生をそこで送った。拡大した土地に多くのアイルランド系の小作農を雇い入れ、ジョンソンは実質中世の封建領主のような生活をした。また、アフリカ系の奴隷を労働者として材木の作業に使った。ジョンソンは60人もの奴隷を使っており、彼が住む郡で、そしておそらくはニューヨーク植民地の中で最も多くの奴隷を雇っており、その数は南部のプランテーションの主な奴隷の数に匹敵した。1766年、ジョンソンは第4セント・パトリック・ロッジというフリーメーソンのロッジをジョンソンホールに作り、そのマスターに任命された。ジョンソンの甥のガイは、1770年にマスターとなってこのロッジを引き継いだ。
ジョンソンは、ニューヨーク植民地の中でも熱烈な聖公会の支持者だった。ニューヨーク西部における、フランスのカトリック布教の影響に対抗するために、1769年にモホーク族のために、自らの資金でカナジョラリエの集落に聖公会の教会を建てた。この集落はイギリス系住民からアッパー・キャッスルと呼ばれており、その教会の建物は後にヨーロッパ系アメリカ人の会合の場として使われた。この建物はインディアン・キャッスル・チャーチとして知られ、今もニューヨークのダヌーブの近くに建っていて、モホーク・アッパー・キャッスル歴史地区の一部で、アメリカ合衆国国定歴史建造物にも指定されている。1771年、ジョンソンはそれよりも大きな石造りの米国聖公会の教会をジョンズタウンに建てた、ジョンストンでの会合が増え続けたため、より多くの人々を収容するのが目的だった。この歴史のある教会は今も地元の人々の礼拝に使われている。

## ポンティアック戦争と晩年

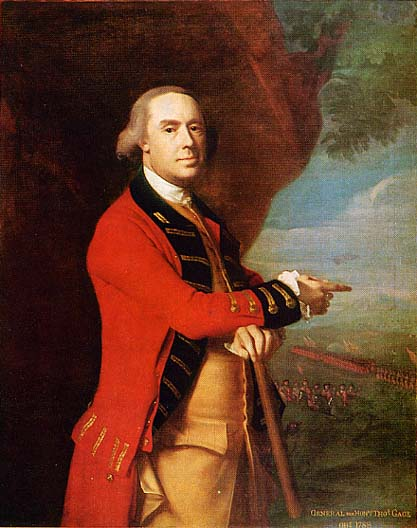
トマス・ゲイジ

1763年、フレンチ・インディアン戦争後のイギリスの方針を不満に感じたインディアンにより、ポンティアック戦争が起こった。彼らが蜂起する前に、ジョンソンはジェフリー・アマーストに、イロコイ連邦との付き合い方、たとえば族長への贈り物をするようにと忠告した。しかし、インディアンたちとの抗争を潜り抜けてきたアマーストはジョンソンの忠告に従わず、最終的に本国へ召還された。代わりに派遣されたのはトマス・ゲイジであった。アマーストの召還はジョンソンの地位を強めた。というのも、インディアン側から和解を要求したからであり、これはジョンソンの専門分野であった。ジョンソンは1766年にポンティアクと条約の交渉に臨み、これで戦争は終わった。
1764年の7月から8月にかけて、ジョンソンは約2000人のインディアン、主にイロコイ連邦諸族を従えて交渉した。ほとんどのイロコイ連邦諸族が参戦しなかったにもかかわらず、ジェネシー川峡谷のセネカ族はイギリスに対して武力蜂起をし、ジョンソンは彼らをコヴェナント・チェーン同盟に戻すために尽力した。ジョンソンはイロコイ連邦諸族に、戦争に参加したセネカ族相手に戦隊を送るように説得したが、イロコイ連邦諸族は、ジョンソンが望んだほどの戦果を挙げなかった。
ジョンソンは1763年宣言を提議した、これは植民地の西への拡大に対して、より厳しい本国の管理と抑制を求めるものだった。ジョンソンは、1768年のスタンウィックス砦条約で定義された国境の詳細について交渉した。国境を西に400マイル（644キロ）ずらし、イギリス政府が認可したのよりも多くの土地を、自分や他の投資家が得られるようにした。ジョンソンの越権行為は批判されたが、多くの土地投機筋は政府との伝手を持っており、国境の拡大も認められた。また、スタンウィックス砦条約では、ペンシルベニア西部とニューヨークの土地をわずか1万ポンドでイロコイ連邦に割譲させた。
インディアンの不満は1770年代に西の部族にも広がった。ジョンソンは晩年を、第二のポンティアック戦争を防ぐための立案に費やした。分割統治を続行し、異なる部族同士が同盟を結ぶのを封じ込めるべく働いた。ジョンソンの最後の仕事は、1774年のダンモアの戦争前に、ショウニ―族にどの部族とも同盟を結ばせなかったことだった。

## 結婚と子供たち

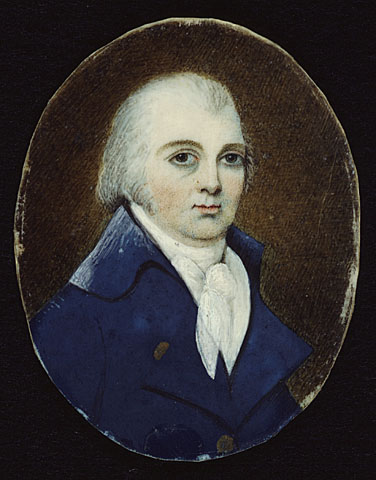
ジョンソンの息子サー・ジョン（2代準男爵）

ジョンソンはその人生において、ヨーロッパ系とインディアンの複数の妻を持ち、多くの子供を残した人物として評判になった。その当時の男は、婚外子がいても、彼らの面倒を見る余裕があり、支援をできる限りにおいてはとやかくは言われなかった。ある20世紀の学者は、ジョンソンにはおそらく100人の婚外子がいたと見積もっている。しかし、歴史家のフランシス・ジェニングスは、ジョンソンが数えきれないほどの、モホークの女性と夜を共にしたというような、ふしだらな話は事実ではないとしている。ジョンソンは遺言で、ドイツ人のカザリン・ワイゼンベルグとモホーク族のモリー・ブラントとの間にできた、おそらくは長い付き合いのあった子供たちをそれぞれ認めている。また、名の知られていない女性数名との間の子供たちも、秘密裏に認知している。
1739年、アメリカに到着して間もないジョンソンは、当時の神聖ローマ帝国のライン宮中伯領から移民してきたカザリン・ワイゼンベルク（1723年－1759年）との関係を持った。もともとは年季奉公の召使としてアメリカに渡ったのだが、恐らくは友人や親戚の助けを借りて奉公先から逃げ出した。言い伝えによると、ジョンソンが彼女と、年季奉公の残りの契約を結んだ時、彼女はウォーレンボローの近くの別の家に奉公しており、ジョンソンは恐らくは彼女を家政婦として最初は雇い入れた。この2人が正式に結婚したのかどうか、記録は残されていない。ワイゼンベルクは、ジョンソンとは事実上の婚姻関係にあったと思われる。2人には子供が3人生まれ、2人は女の子でナンシーとメアリー（ポリー）、1人が男の子のジョンで、フォート・ハンターで洗礼を受けた。ジョンソンは後に息子のジョンに、自分の爵位を継がせて2代準男爵サー・ジョン・ジョンソンとし、土地を与えた。

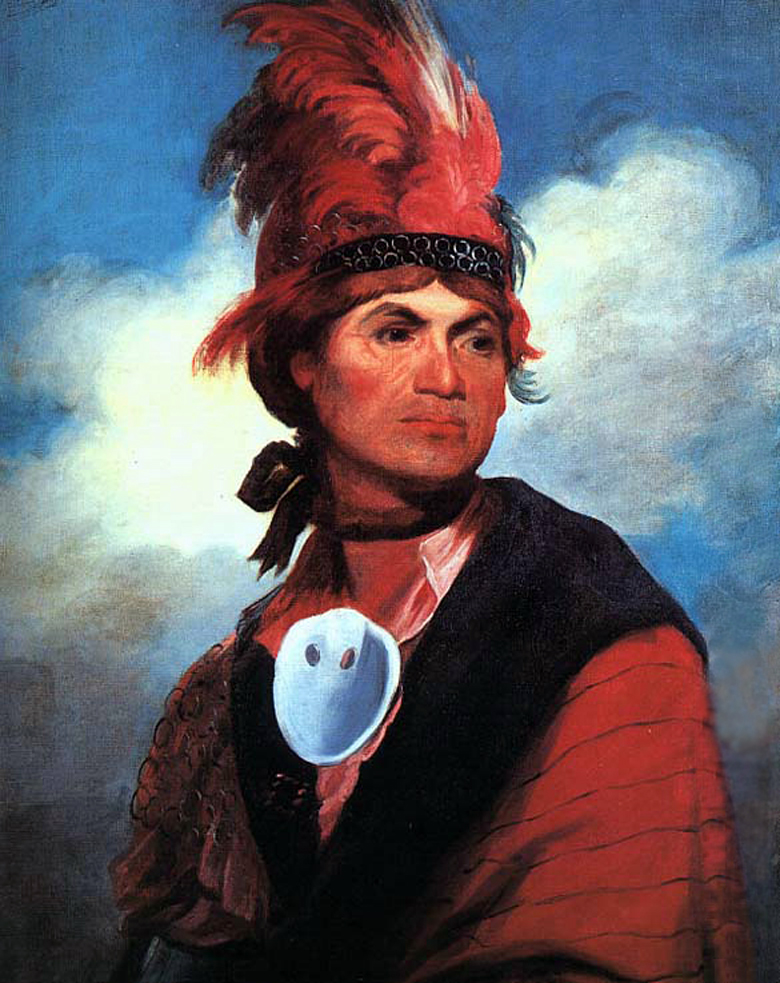
ジョセフ・ブラント
ギルバート・ステュアート作

同じころ、ジョンソンはエリザベス・ブラントと関係を持った。エリザベス・ブラントはモホーク族の女で、3人の子供が生まれた。それぞれケグネグタゴまたはブラント（1742年生まれ）、トーマス（1744年生まれ）、そしてクリスチャン（1745年生まれ）である。下の2人の息子たちは、幼くして亡くなった。1750年頃、ジョンソンには、カナジョハリエのウィリアムとして知られる息子のタガウィルンタが、モホーク族の女性、おそらくはエリザベス・ワームウッドとの間に生まれた。ジョンソンは、スザンナとエリザベスのワームウッド姉妹とは親密であったようである。また、アイルランド人女性メアリー・マクグラスとの間に、メアリーという名の女の子がいたようである。メアリーとケグネグタゴ（ブラント）、タガウィルンタ（ウィリアム）も、ジョンソンの遺言により、遺産を受け継いだ。
1759年、ジョンソンはモホーク族の女で、ジョンソンホールに引っ越したモリー・ブラントと事実婚状態となり、モリーはジョンソンが死ぬまで配偶者として暮らした。モリーはジョセフ・ブラントの姉で、若いころのジョセフは、ジョンソンと姉と共に暮らした。ジョンソンと姉モリーとの関係は、ジョセフにモホーク族の中で大きな影響を与えた。ジョンソンとモリーの間には8人の子供が生まれ、遺言により皆父親の土地を受け継いだ。

## 伝説

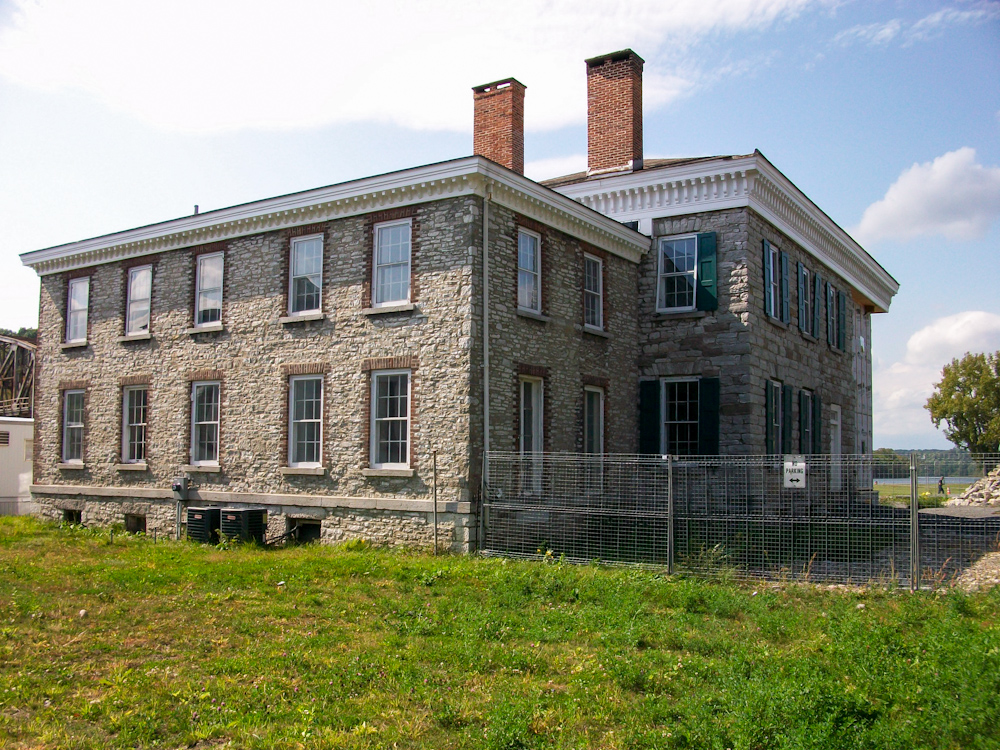
正面から見たガイパーク（2012年撮影）

ジョンソンは1774年の7月11日、インディアンとの会議のさなかに脳卒中で死亡したと、広く信じられている。ジョンソンの甥で、義理の息子でもある（メアリーと結婚したため）ガイ・ジョンソンは、ジョンソンが窒息死したと伝えている。ジョンズタウンでの葬儀には2000人以上の人々が参列し、ニュージャージー総督のウィリアム・フランクリンや、ニューヨーク最高裁判所の裁判官たちがジョンソンの棺をかついだ。ジョンソンは、自身が建てたセントジョンズ聖公会教会の祭壇の下に埋葬された。翌日、イロコイ連邦の族長たちが、伝統的なイロコイの葬礼を執り行い、ガイ・ジョンソンが彼の後継者であることを認めた。
アメリカ独立戦争の間、ジョンソンの土地と財産は押収された。ジョンソンの子供たちがロイヤリストだったからである。息子のジョンはカナダに逃れ、その後イギリス系住民とインディアンにかかわる活動をしながらモントリオールで暮らしたが、ニューヨークへ戻ることはできなかった。
最初の家であるオールド・フォート・ジョンソンは1749年に建てられ、こちらもヒストリック・アメリカン・ビルディングズ・サーベイとなっている。今はモンゴメリー郡歴史協会の本部となっていて、ジョンソンに関連したイベント開催を行っている。1763年に建てられたガイパークの屋敷も一般公開されている、これはジョンソンの娘のメアリーと、夫で、ジョンソンの甥でもあるガイが建てたものである。初代のガイパークは1773年に壊され、その後修復されたり、売りに出されたりした後、1907年にニューヨーク州が購入した。ジョンソンホールも1960年、アメリカ合衆国国定歴史建造物となり、ニューヨーク州の指定史跡となって、一般公開されている。